# Åndervåg
Åndervåg est une localité du comté de Troms, en Norvège.

## Géographie
Administrativement, Åndervåg fait partie de la kommune d'Ibestad.